# Medizin

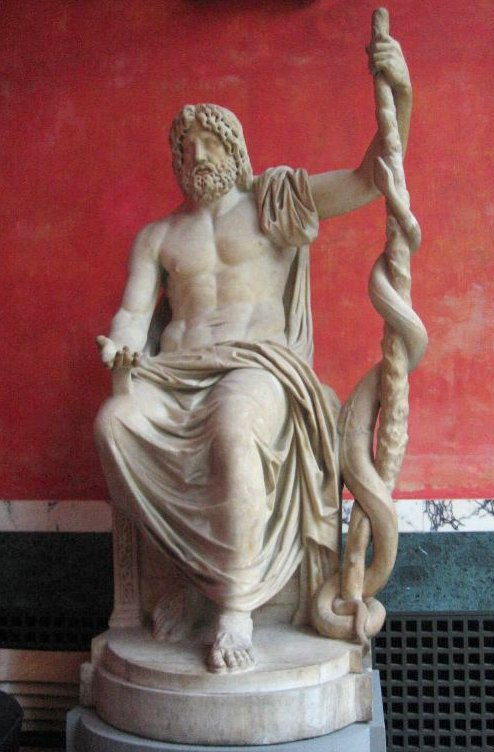
Statue des Asklepios, dem griechischen Gott der Medizin, der den symbolischen Asklepiosstab mit seiner gewundenen Schlange hält

Die Medizin (von lateinisch medicina) ist die Wissenschaft der Vorbeugung, Erkennung und Behandlung von Krankheiten, Verletzungen und Behinderungen bei Menschen und Tieren.
Sie wird von medizinisch ausgebildeten Heilkundigen ausgeübt mit dem Ziel, die Gesundheit zu erhalten oder wiederherzustellen. Dabei handelt es sich meist um Ärzte, aber auch um Angehörige weiterer Heilberufe. Zum Bereich der Medizin gehören neben der Humanmedizin die Zahnmedizin, die Veterinärmedizin (Tiermedizin) und in einem weiteren Verständnis auch die Phytomedizin (Bekämpfung von Pflanzenkrankheiten und Schädlingen). In diesem umfassenden Sinn ist Medizin die Lehre vom gesunden und kranken Lebewesen.
Die Kulturgeschichte kennt eine große Zahl von unterschiedlichen medizinischen Lehrgebäuden, beginnend mit den Ärzteschulen im europäischen und asiatischen Altertum, bis hin zur modernen Vielfalt wissenschaftlicher Erkenntnisse. Die Medizin umfasst auch die anwendungsbezogene Forschung ihrer Vertreter zur Beschaffenheit und Funktion des menschlichen und tierischen Körpers in gesundem und krankem Zustand, mit der sie ihre Diagnosen und Therapien verbessern will. Die (natur)wissenschaftliche Medizin bedient sich dabei seit etwa 1845 zunehmend der Grundlagen, die Physik, Chemie, Biologie und Psychologie erarbeitet haben.
Als Mediziner bezeichnet man eine Person, die Medizin studiert hat.

## Zum Medizinbegriff
In der europäischen Tradition
Das Wort Medizin leitet sich ab von lateinisch medicina bzw. ars medicina, „ärztliche Kunst“ oder die „Heilkunde“, von mederi, ‚heilen‘ – zu indogermanisch med-, ‚Heilkundiger‘, wobei die erschlossene, mit lateinisch modus („Maß“) verwandte Wurzel *med- (auf die auch das Wort „Medikament“ zurückzuführen ist) im Sinne von „ermessen, geistig abmessen, ersinnen, ratgeben oder wissen“ zu verstehen ist.
Die Heilkunst (lateinisch auch ars medicinae) wird selten auch die Iatrik genannt (ausgesprochen Iátrik, vom griechischen substantivierten Adjektiv ἰατρική [τέχνη], altgriechische Aussprache iatrikḗ [téchnē], „ärztliche Kunst“ oder „ärztliches Handwerk“; häufiger in Zusammensetzungen wie „iatrogen“, „Pädiatrie“ oder „Psychiatrie“).
Bei den nordamerikanischen Indianern
Der Begriff „Medizin“ (als médecine von französischen Trappern erstmals für Heilungszeremonien der von ihnen mit Ärzten gleichgesetzten Schamanen der Plains-Indianer gebraucht) wird hier nicht im Sinne von Heilkunde oder Arznei gebraucht, sondern bezeichnet im europäisch-englischen Sprachgebrauch eine „geheimnisvolle, transzendente Kraft hinter allen sichtbaren Erscheinungen“. Das indianische Medizinsystem magisch-animistischer Prägung, auch das gesamte präkolumbische Amerika einschließend, führt Krankheiten auf Tabuverletzungen zurück, die zu einer Störung der Harmonie zwischen Mensch und seiner Umwelt führen, und lässt sich als Form des Schamanismus bezeichnen. Ein Schamane (als Heiler bzw. „Medizinmann“) nutzte verschiedene bewusstseinsverändernde, eine Himmels- oder Seelenreise ermöglichende Methoden zur Versöhnung mit nichtmateriellen Mächten und rituelle Handlungen, um diese Harmonie wiederherzustellen. Erst im Laufe der Zeit erkannte man, dass indianische „Medizin“, die jedoch auch die auf Heilkräutern und physikalischen Therapieverfahren beruhende Medizin im engeren Sinne einschließt, weit über die Heilkunde hinausgeht (siehe Medizinbeutel oder Medizinrad). Die indianische Medizin erinnert vielmehr an das polynesische Mana.

## Heilkunde

Väter der Medizin (Manuskript, 15. Jh.)

Die Medizin ist eine praxisorientierte Erfahrungswissenschaft. Ziele sind die Prävention (Vorbeugung) von Erkrankungen oder von deren Komplikationen, die Kuration (Heilung) von heilbaren Erkrankungen oder die Palliation (Linderung) der Beschwerden in unheilbaren Situationen. Auch die Rehabilitation (Wiederherstellung) der körperlichen und geistigen Fähigkeiten der Patienten ist Aufgabe der Medizin. Ärzte und nichtärztliche Therapeuten erstellen dafür Behandlungspläne und überwachen den Behandlungsverlauf. In Deutschland verpflichtet das Patientenrechtegesetz im § 630f BGB den Arzt oder Zahnarzt in der Patientenakte „sämtliche aus fachlicher Sicht für die derzeitige und künftige Behandlung wesentlichen Maßnahmen und deren Ergebnisse aufzuzeichnen, insbesondere die Anamnese, Diagnosen, Untersuchungen, Untersuchungsergebnisse, Befunde, Therapien und ihre Wirkungen, Eingriffe und ihre Wirkungen, Einwilligungen und Aufklärungen.“ Die Aufzeichnungspflicht der gesamten Krankengeschichte ist im Übrigen Bestandteil der Berufsordnungen. Alle patientenbezogenen Unterlagen unterliegen dem Datenschutz. Im medizinischen Alltag werden im Idealfall wissenschaftliche Erkenntnisse mit den Resultaten der Anamnese, Befunderhebung und Diagnosestellung sowie der ärztlichen Intuition und Erfahrung kombiniert, um dem einzelnen Patienten gerecht zu werden.
Dabei ist die persönliche Patient-Arzt-Beziehung wesentlich, die immer dann entsteht, wenn jemand mit einem Gesundheitsproblem bei einem Arzt Hilfe sucht. Nach Ansicht der Medizinhistoriker hat sich diese Beziehung mit dem Aufkommen der modernen Medizin fundamental gewandelt. Das Expertenwissen und die Fachautorität der einheitlich ausgebildeten Ärzte hat sie in eine dominante Rolle erhoben, die Barbiere, Steinschneider, aber auch akademische Mediziner früherer Zeit mit ihren oft erfolglosen Krankheitstheorien nicht hatten. Die Ärzteschaft hat heute die weitgehende Definitionsmacht, was Krankheit ausmacht und welche medizinischen und medizinisch-politischen Maßnahmen dagegen ergriffen werden sollten. Hingegen hat die bürgerliche Gesellschaft (in Deutschland seit der späten Kaiserzeit) versucht, den paternalistischen Ermessenspielraum der Ärzte zurückzudrängen, etwa durch die 1884 (Richard Keßler) erstmals veröffentlichte juristische Einstufung ärztlicher Eingriffe als Körperverletzung, für die die Zustimmung des Patienten unabdingbar ist. Es wird nunmehr eine deliberative Leistung vom Therapeuten erwartet, dessen Fachwissen die freie Entscheidungsgewalt des Patienten stützt, nicht ersetzt. Die damit verbundene Pflicht zur ärztlichen Aufklärung ist unangefochten; sowohl in international gültigen Dokumenten wie der Deklaration von Helsinki als auch im nationalen Strafrecht und den Berufsordnungen der Medizinalberufe findet sie ihren Niederschlag.
Sowohl Ärzte als auch andere Heilberufe verwenden einen analytischen Krankheitsbegriff: die Krankheit als Funktionsstörung des Organismus. Auf Basis einer Vertrags- und Vertrauensbeziehung können Daten zur Krankengeschichte (Anamnese) erhoben werden und eine gründliche klinische Untersuchung durchgeführt werden. Technische Verfahren zur medizinischen Untersuchung mithilfe eines Labors, bildgebender Verfahren wie Röntgen und vieler anderer Untersuchungsverfahren wie des Elektrokardiogramms ergänzen die gesammelten Informationen. Zur ärztlichen Kunst gehört es, die Vielzahl der Fakten und Beobachtungen zur Diagnose zu integrieren. Dieser analytische Krankheitsbegriff der wissenschaftlichen Medizin hat – übernommen auch von vielen alternativen Therapeuten – die ontologischen Vorstellungen früherer Jahrhunderte weitgehend abgelöst. Umstrittene Grenzfälle der Krankheitsdefinition sind Behinderungen und psychische Erkrankungen, deren Definition stets auch gesellschaftlich beeinflusst war.

## Gesundheitssystem

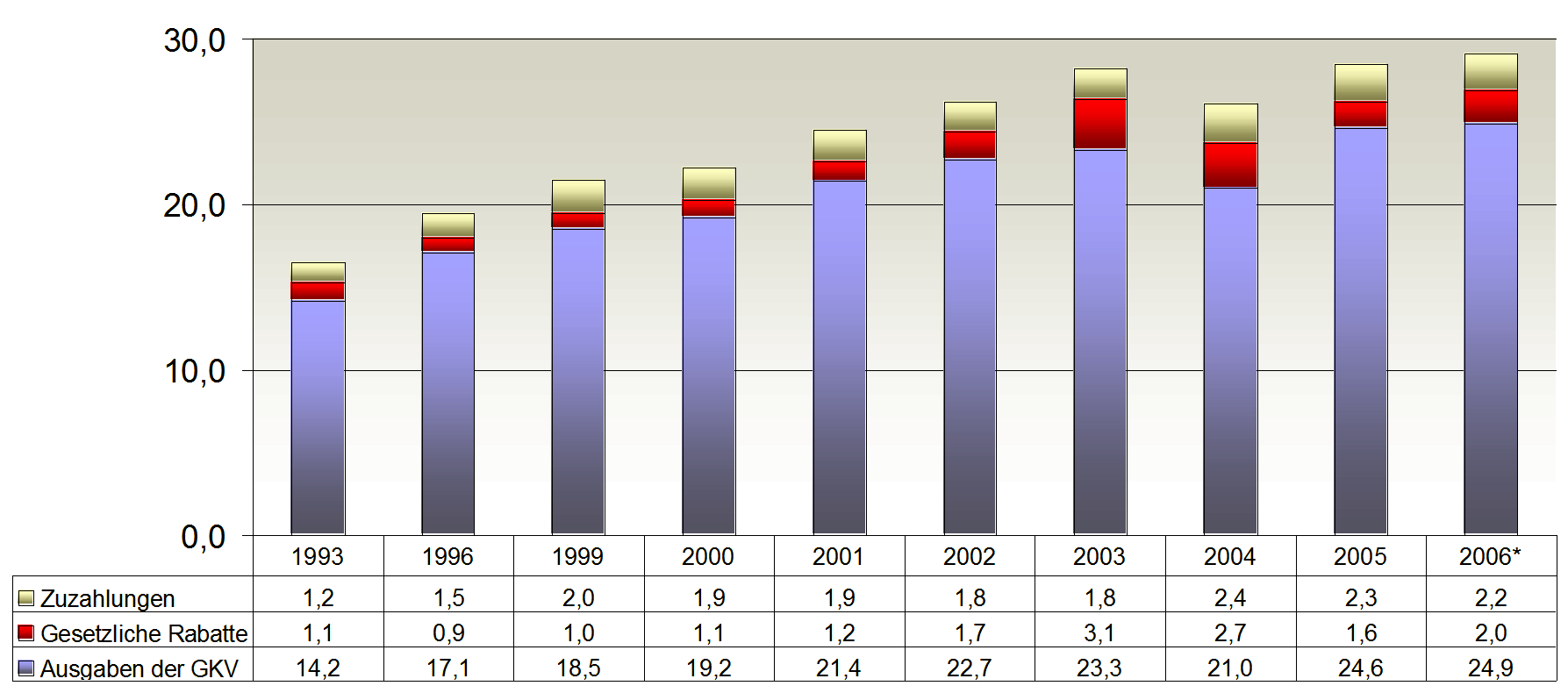
Ausgaben der deutschen Krankenkassen 1993–2006 in Milliarden

Den nationalen juristischen und finanziellen Rahmen für die Ausübung der Heilkunde stellt das jeweilige Gesundheitssystem eines Staates dar. Während des Mittelalters leisteten Kirchen und Kommunen mit Hospitälern und angestellten Ärzten eine rudimentäre Form der Krankenfürsorge. Nach dem Aufkommen der mächtigen Nationalstaaten zogen diese zunächst die Kontrolle und Aufsicht über die Heilberufe an sich, verabschiedeten Approbationsordnungen und Gebührenordnungen. Preußen schaffte 1852 die überkommene Trennung des Ärztestandes zwischen Chirurgen und Ärzten ab und schloss die Chirurgenschulen. Auf Betreiben liberaler Kreise, zu denen auch Rudolph Virchow gehörte, erlaubte die erste Gewerbeordnung des deutschen Reiches (1871) die Therapiefreiheit auch für nichtapprobierte Behandler, die mit dem bis heute gültigen Heilpraktikergesetz (1939) erhalten blieb.
Unter der Kanzlerschaft Otto von Bismarcks gab sich Deutschland das weltweit erste allgemeine soziale Sicherungssystem, mit Einschluss einer gesetzlichen Krankenversicherung für alle Arbeitnehmer und deren Angehörigen, die heute 90 % der Bevölkerung umfasst. Die niedergelassenen Ärzte organisierten sich gegen die zunächst übermächtige Verwaltung (Hartmannbund, 1900) und setzten in Ärztestreiks die heutige Selbstverwaltung durch, nach der die Kassenärzte für die Sicherstellung der ambulanten Krankenversorgung allein verantwortlich sind und dafür eine Gesamtvergütung erhalten (Notverordnung, 1931). Nach der Wiedervereinigung wurden auch die in der DDR üblichen Ambulatorien aufgelöst oder in Arztpraxen umgewandelt. Die Gesundheitsämter spielen außerhalb von Katastrophen keine Rolle in der Krankenversorgung. Die stationäre Medizin in Krankenhäusern blieb dagegen überwiegend in staatlicher Hand. Deutsche Krankenhäuser schließen Versorgungsverträge mit den Krankenkassen ab und erhalten zudem Investitionskostenzuschüsse aus Steuermitteln, haben also eine duale Finanzierung, die völlig von der kassenärztlichen Schiene getrennt ist. Zahlreiche Reformen der Gesundheitsgesetzgebung haben versucht, die damit drohende Doppelversorgung mit teurer Infrastruktur (etwa medizinische Großgeräte) zu verhindern. Andere Industriestaaten haben andere Lösungen erarbeitet. So gibt es entwickelte Nationen mit nationalen, steuerfinanzierten Gesundheitssystemen (so das National Health Service in Großbritannien) oder mit weitgehend unregulierten Anbietermärkten (so das Gesundheitssystem der Vereinigten Staaten). In anderen europäischen Staaten gibt es regulierte Märkte mit starkem öffentlichen Sektor; beispielsweise trägt im Gesundheitssystem Deutschlands die öffentliche Hand über die Gesetzliche Krankenversicherung und die staatlichen Klinikzuschüsse ca. 80 Prozent der gesamten Ausgaben zur Krankenbehandlung.
Mit der Zunahme der Ärzte und Kliniken, der verbesserten technischen Möglichkeiten und des demographischen Wandels ging eine kontinuierliche Verteuerung des Gesundheitswesens einher, gegen die zahlreiche Gesundheitsreformen eingesetzt wurden. Diese legten nicht nur Leistungsumfang und Bezahlung fest, sondern regulierten in zunehmendem Maße auch die konkrete Leistungserbringung und Qualitätskontrolle. Über die so eingeführte Rationalisierung (Effizienzsteigerung), implizite und explizite Rationierung (Leistungsbegrenzung) und die erreichte Verteilungsgerechtigkeit debattiert die Gesellschaft intensiv.
Eine verbreitete Klassifikation der medizinischen Versorgung unterscheidet drei Sektoren:

- Die medizinische Grundversorgung (englisch primary health care, „primäre Gesundheitsversorgung“) wird von Allgemeinmedizinern, hausärztlich tätigen Internisten und Kinderärzten (Primärärzte), weniger von allgemeinen Krankenhausambulanzen und anderen öffentlichen ambulanten Einrichtungen getragen. Etwa 90 Prozent der akuten und chronischen Gesundheitsprobleme sollen auf dieser kostengünstigen und flächendeckenden Ebene behandelt werden.
- Die sekundäre Versorgung (englisch secondary care, Schwerpunktversorgung, „Facharztmedizin“) bilden niedergelassene und angestellte Fachärzte aller Richtungen sowie andere Spezialisten, die auf Überweisung der Primärärzte tätig werden. Die Facharztbehandlung findet ambulant oder stationär (nach Aufnahme in einem Krankenhaus) statt. Innerhalb dieses Sektors werden Notaufnahmen, Intensivstationen, Operationssäle, Labor- und Röntgendiagnostik, Physikalische Therapie vorgehalten.
- Die tertiäre Versorgung (tertiary care, Maximalversorgung) beruht auf spezialisierten Kliniken und Zentren, die größere Regionen oder mehrere Städte mit besonders teuren und aufwendigen Leistungen versorgen, etwa Unfall- und Verbrennungskliniken, Krebszentren, Transplantationskliniken und neonatologische Zentren.

Daraus lassen sich für das Gesundheitssystem relevante und messbare Kennzahlen bilden, wie etwa die Arztdichte (Ärzte je 1.000 Einwohner) oder die Krankenhausbetten-Dichte (Krankenhausbetten je 1.000 Einwohner). Städte die hier innerhalb Deutschlands ganz vorne liegen sind etwa Heidelberg und Regensburg.

## Spektrum der Medizin

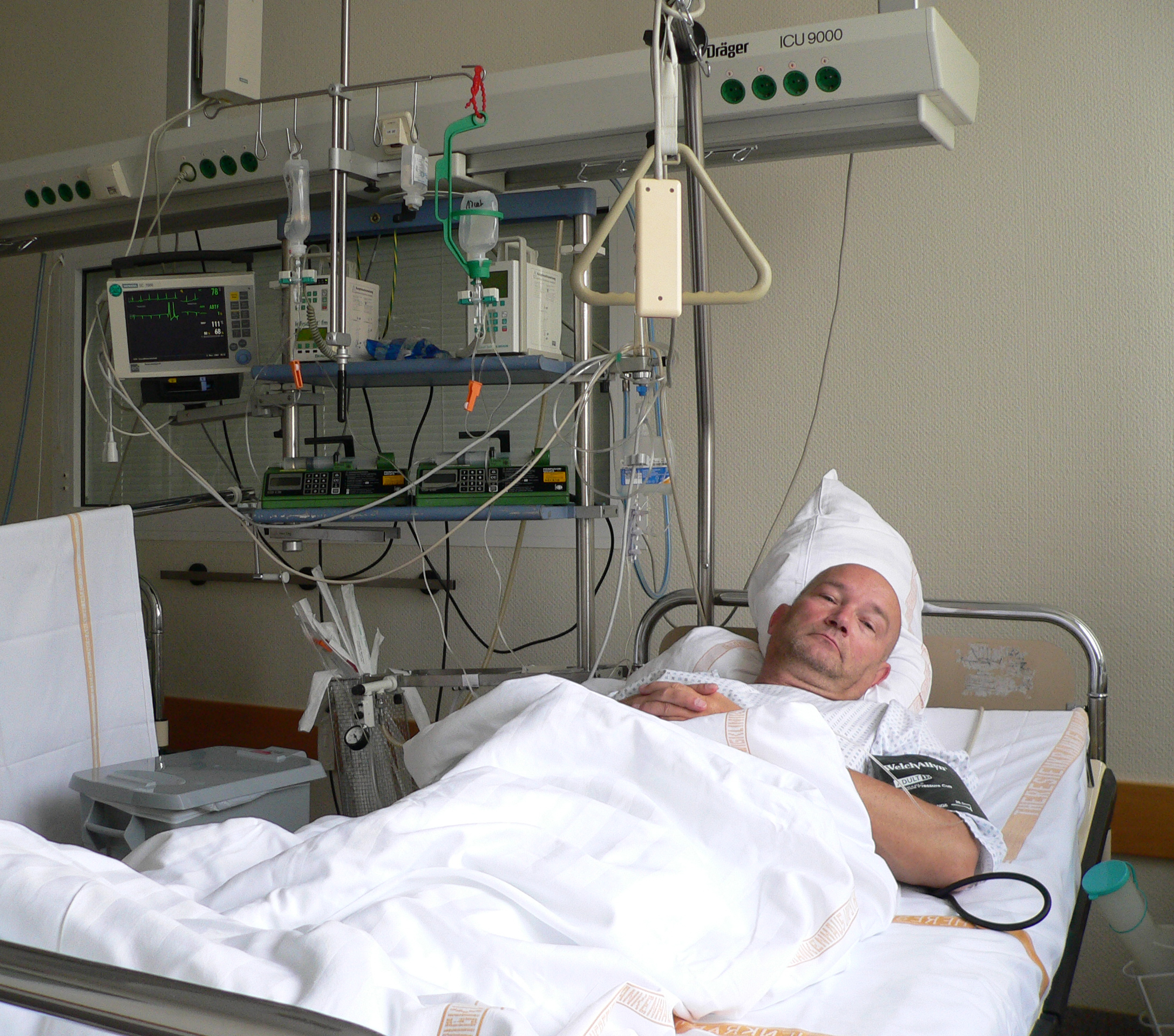
Patient auf der Intensivstation einer Klinik in Mannheim

Die Vielfalt der Gebiete und Teilgebiete sowie die Zunahme des Wissens haben zu einer Aufgliederung der Medizin in eine große Anzahl von Fachgebieten und Subspezialisierungen geführt. Die Grundlage der wissenschaftlichen (bzw. naturwissenschaftlichen) Medizin bilden die Naturwissenschaften (Biologie, Chemie, Physik), speziell Humanbiologie, Anatomie, Biochemie, Physiologie, ergänzt bzw. beeinflusst insbesondere seit der ersten Hälfte des 20. Jahrhunderts durch Geisteswissenschaften wie Philosophie und Psychologie sowie Sozialwissenschaften (vgl. Medizinsoziologie, Epidemiologie, Gesundheitsberichterstattung und Gesundheitsökonomie). Im deutschen Medizinstudium werden diese Fächer als Vorklinik im ersten Abschnitt zusammengefasst. Die Ernährungsmedizin befasst sich mit der Physiologie und Pathophysiologie der menschlichen Ernährung. Die Ernährungswissenschaft ist in den meisten Ländern nur in geringem Maße Teil des medizinischen Studiums.
Klinische Fächer befassen sich mit der Krankenbehandlung selbst. Zu ihnen gehören die traditionellen Fächer der Inneren Medizin und der Chirurgie, der Frauenheilkunde und Geburtshilfe, seit ca. 1800 der Kinderheilkunde und seit 1852 der Hausarztmedizin (abgelöst 1966 durch Allgemeinmedizin).
Jüngere Spezialisierungen sind zum Beispiel die Augenheilkunde, Hals-Nasen-Ohren-Heilkunde, Pulmonologie, Sozialmedizin und Psychiatrie. Im 20. Jahrhundert bildeten sich technikorientierte Fächer wie Radiologie und Strahlentherapie, und Fachgebiete mit integrativem Anspruch wie Geriatrie und Palliativmedizin. Zu diesen ärztlichen Fachgebieten gehören auch Subspezialisierungen wie Kinderkardiologie, Neuroradiologie, Suchtmedizin und viele andere, deren Inhalte zum Beispiel in Deutschland in der Musterweiterbildungsordnung der Bundesärztekammer kodifiziert sind.
Hinzu treten die Aufgabengebiete der übrigen Heilberufe, etwa die Krankengymnastik, Logopädie, medizinisch-technische Assistenz, medizinische Assistenz, die ebenso wie der Arztberuf eine hohe Spezialisierung und Professionalisierung erlangt haben. Insbesondere die Krankenpflege hat sich von der rein karitativen Hilfestellung mittlerweile zu einer akademischen Wissenschaft und selbstständigen Stütze der Krankenversorgung entwickelt.

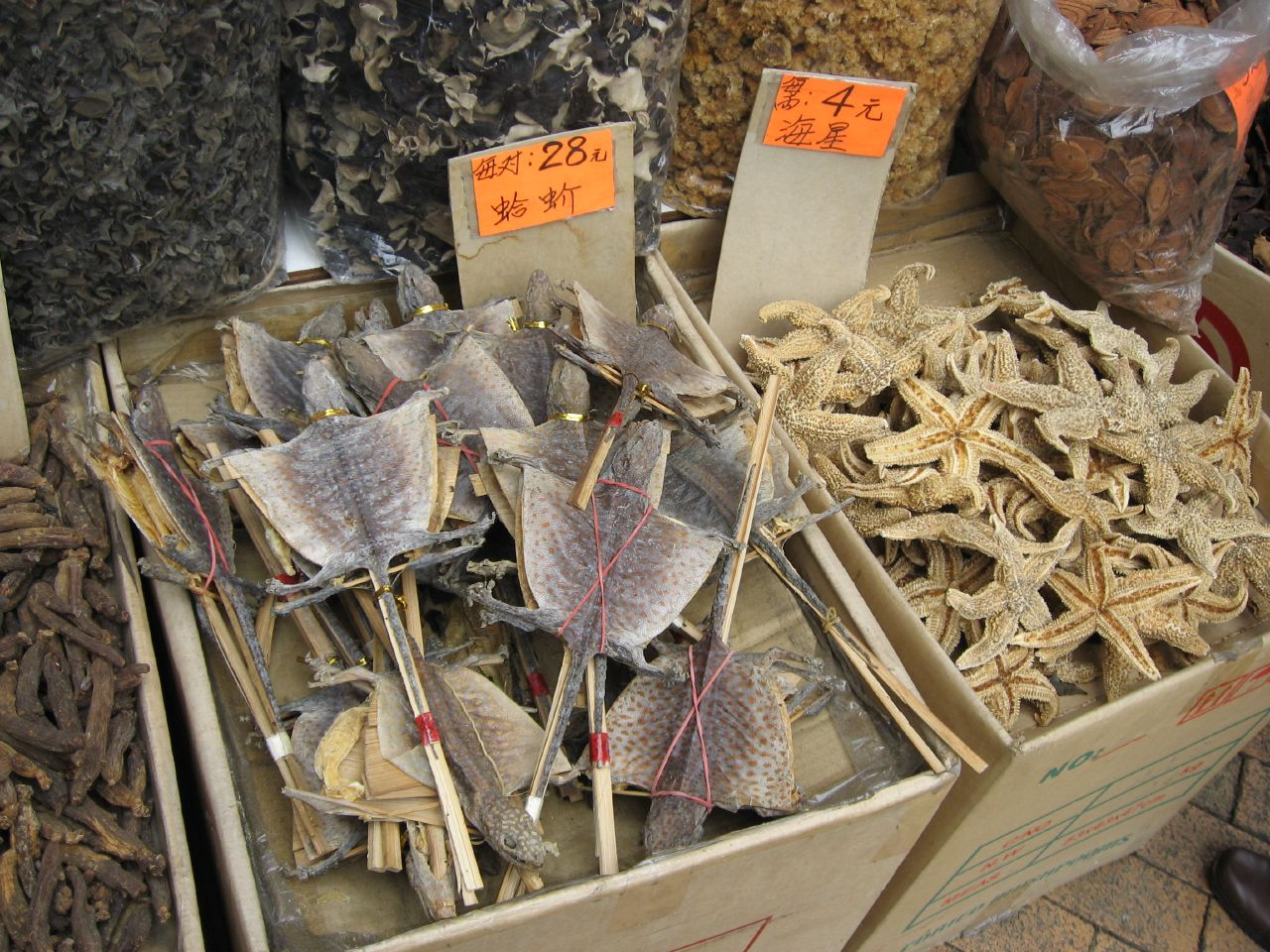
Traditionelle Heilmittel in China, Hongkong 2007

Neben dieser staatlich sanktionierten und kontrollierten Medizin steht eine Vielzahl von alternativ- oder komplementärmedizinischen Angeboten, die definitionsgemäß an den medizinischen Hochschulen nicht gelehrt werden. Je nach ihrem gesellschaftlichen Stellenwert können einige dieser Lehren und Methoden dennoch einer gewissen Standardisierung und Akademisierung (durch privatrechtliche Verbände und Schulen) unterliegen und in die staatliche Gesundheitsfinanzierung aufgenommen werden; in Deutschland zum Beispiel die besonderen Heilverfahren Homöopathie, Pflanzenheilkunde, Anthroposophische Medizin und Akupunktur. In den USA ist die Osteopathie ähnlich breit verankert. Viele komplementäre Methoden (Diätetik, Ordnungstherapie, Naturheilkunde) sind von weiten Teilen der praktizierenden Ärzteschaft anerkannt; andere (traditionelle Medizinsysteme, Volksheilkunde) zumindest von vielen Ärzten. Zahllose ungesicherte Methoden und Verfahren stehen am Rand des Spektrums und werden nur von einzelnen Behandlern angewendet; manche gelten als hoch gefährlich für die Patienten (z. B. Clark-Therapie, Germanische Neue Medizin). In den USA und in Deutschland werden Versuche, Hochschulmedizin und Komplementärmedizin miteinander zu verbinden, auch mit dem Schlagwort Integrative Medizin bezeichnet. Kritisiert wird hierbei die Gefahr einer „guruhaften Selbstinszenierung von Ärzten und Therapeuten“. Für Edzard Ernst werden Prinzipien der evidenzbasierten Medizin untergraben, was das Patientenwohl gefährdet und zu einer Verschlechterung der Patientenversorgung führt.

## Geschichte

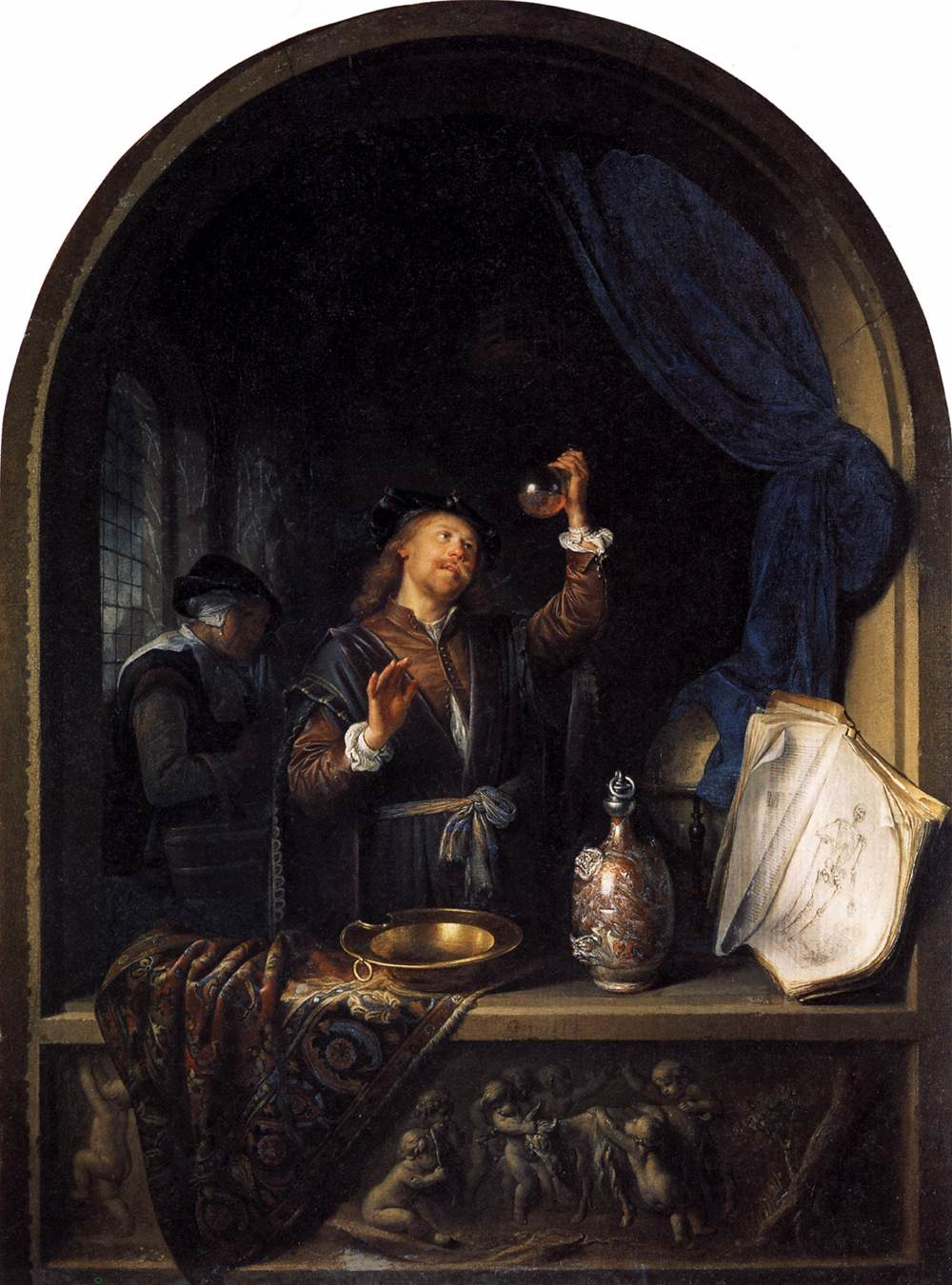
Harnschau im 17. Jahrhundert

Im Altertum bildeten sich in den Hochkulturen von China, Indien und im Mittelmeerraum unterschiedliche Medizinsysteme heraus, die vielfach verändert und vermischt auch in der westlichen Alternativmedizin eine große Rolle spielen. Die traditionelle chinesische Medizin entstand etwa im zweiten Jahrtausend vor Christus aus einfachen Dämonen- und Ahnenheilkulten; in der nachkonfuzianischen Zeit differenzierte sie sich zu dem noch heute bestehenden naturphilosophischen System aus dualen und elementaren Entsprechungen. Die praktische Medizin stammt aus der Zeit um 300 v. Chr., die Pharmakologie wurde mit dem Werk von Tao Hongjing, die Akupunktur mit dem anonymen Werk Huángdì Nèijīng (Innerer Klassiker des Gelben Fürsten) begründet. In der Neuzeit unter Einfluss der kommunistischen Regierung und der zunehmenden westlichen Rezeption wurden die Techniken perfektioniert und standardisiert, die ursprüngliche magische Dämonenlehre dagegen aufgegeben.
Die Ayurveda-Medizin Indiens wurde ebenfalls um 500 v. Chr. aus den älteren, magisch-theistischen Glaubensinhalten definiert. Sie beruht theoretisch auf einer Temperamentenlehre verbunden mit einer Gleichgewichtsphysiologie der Lebensenergien Luft, Galle und Schleim, praktisch auf Ernährung und Meditationsübungen. Erste schriftliche Hinweise dazu finden sich schon im Arthashastra; ausführliche Lehrbücher stammen von Sushruta, Charaka und Vagbhata. Auch Yoga wird zur Heilbehandlung angewendet.
In der Medizin der ägyptischen, griechischen und römischen Antike wurzelt die heute weltweit verbreitete, westliche Medizin. Historiker teilen die antike Medizin in vier Phasen ein. Die erste, theurgisch-magische Medizin behandelte Kranke in Tempeln und versuchte, göttliche Heilwunder auszulösen. Ihr Ende wird mit der Lebenszeit des Hippokrates von Kos (etwa 460 bis 370 v. Chr.) assoziiert, als die Medizin sich von der Philosophie abzugrenzen versuchte. Hippokrates war Namensgeber, sicher aber nicht der einzige Ursprung einer neuen Naturphilosophie aus Elementenlehre und Humoralpathologie, die ärztliches Handeln vom direkten Einfluss der Gottheiten unabhängig machte. Die hippokratische Praxis aus Diagnose, Therapie und Prognose ist bis heute üblich; die hippokratischen Fallbeschreibungen gelten als Ursprung der heutigen wissenschaftlichen Medizin. In der folgenden hellenistischen Phase bildeten sich neben der hippokratischen weitere Ärzteschulen aus, etwa die der Empiriker, der Methodiker oder der Pneumatiker. Schließlich folgte die griechisch-römische Phase, gekennzeichnet durch herausragende Autoren wie Celsus, Dioskur und Galen. Deren anatomische, pharmakologische und chirurgische Werke bestimmten neben denen des Hippokrates bis zur Aufklärung das medizinische Denken im Abendland.
In der byzantinischen Epoche wurden die antiken Vorbilder tradiert und durch Pulslehre und Harnschau ergänzt. Islamische Gelehrte übernahmen die medizinischen Traditionen und entwickelten Schulen für Botanik, Diätetik und Chirurgie, darunter herausragend das Werk des Avicenna. Die klassischen Autoren, meist in islamischer Übersetzung und Kompilation, blieben der Kernbestandteil der westlichen Medizin bis zum 16. Jahrhundert. Die einflussreichste Medizinschule gab es in Salerno, deren wissenschaftliche Tradition bis zur Mitte des 10. Jahrhunderts zurückreichte. Neue Beiträge der Klostermedizin des Mittelalters waren astrologische und theologische Komponenten sowie die Signaturenlehre, nach der Heilpflanzen durch ihre äußeren Eigenschaften erkennbar sind – eine Vorstellung, die in ähnlicher Form erst viel später von der Homöopathie wieder aufgegriffen wurde.
Der Begriff Medizin stammt ursprünglich von den Medicini, die im Jahre 1302 in Bologna erstmals eine Leiche seziert hatten und dies ab 1306 regelmäßig durchführten. Nach jahrhundertelangem Stillstand lösten sich die Mediziner in der Renaissance von den antiken Vorbildern. Der Anatom Andreas Vesalius war Sinn- und Vorbild eines neuen Gelehrtentyps, der aufgrund eigener Anschauung schrieb und Widersprüche zu Hippokrates und Galen aushielt. Gleichzeitig revolutionierte Ambroise Paré die Chirurgie, und Paracelsus verwarf in seiner Iatrochemie die hippokratische Säftelehre. Im 17. Jahrhundert begann mit den Experimenten des Francis Bacon das Zeitalter der wissenschaftlichen Medizin, das bis heute andauert. Die Krankheitstheorien waren noch nicht wie heute gefestigt; erst im 19. Jahrhundert setzte sich die Pathologie gegen konkurrierende Lehren wie die Humoralpathologie oder die Hufelandsche Lebenskraft endgültig durch.
Das 20. Jahrhundert war schließlich geprägt von einem enormen Wissenszuwachs und demzufolge einer Ausdifferenzierung von zahlreichen medizinischen Fachrichtungen, etwa der Bakteriologie, der Hygiene, der Anästhesiologie, der Sozialmedizin oder der Psychiatrie. Gleichzeitig gewannen die Industriestaaten zunehmend Aufsichtsfunktionen über das Gesundheitswesen und es etablierte sich teilweise ein nationales Gesundheitssystem, wie etwa das NHS in England. Zerr- und Schandbild der staatlichen Überwachung bildete die Medizin im Nationalsozialismus. Den gegenwärtigen Endpunkt der Entwicklung bildet die evidenzbasierte Medizin und die flächendeckende Einführung von Qualitätsmanagementsystemen in allen Bereichen der Patientenversorgung.

### Abhandlungen, Specials, Projekte
- Fachinformationszentrum: Deutsche Zentralbibliothek für Medizin, Köln
- Ärztliches Zentrum für Qualität in der Medizin (ÄZQ)
- BioMedCentral (englisch) – Open-Access-Projekt
- Ausführliche Linksammlung der Universitätsbibliothek Essen zu medizinischen Themen (Memento vom 15. Februar 2008 im Internet Archive)

### Medizinische Suchmaschinen
- PubMed: Datenbank der National Library of Medicine (USA, englisch) − Website
- Medpilot: Suchmaschine der Deutschen Zentralbibliothek für Medizin – Homepage

### Zeitschriften
- Deutsches Ärzteblatt – Homepage
- British Medical Journal – Homepage (englisch)
- The Lancet – Homepage (englisch)
- The New England Journal of Medicine – Homepage